# Aspect
ASPECT Co., Ltd. foi uma companhia japonesa desenvolvedora de jogos eletrônicos fundada em 25 de março de 1991. Aspect foi desenvolvedora para os consoles Sega Game Gear, Sega Pico, Sega Master System, Sega Genesis, Sega Saturn, Super NES, Game Boy Advance, Nintendo DS, e WonderSwan Color. Aspect trabalhou com as seguintes companhias; Sega, TOMY, D3 Publisher, SquareSoft, Tec Toy, Banpresto, Takara, Disney Interactive Studios, e Samsung. A empresa é muito conhecida pelo desenvolvimento de cada jogo da franquia Sonic the Hedgehog Sega Game Gear and Sega Pico (exceto o original Sonic the Hedgehog, que foi desenvolvido pela Ancient, and Tails' Skypatrol, que foi desenvolvida pela SIMS).

## Jogos

### Game Gear
- Golden Axe (programação e dados) (Planejamento, Design, Som: Sega; JP/EUA/EUR Distribuidora: Sega; Distribuidora BR: Tec Toy)
- Coca Cola Kid (Distribuidora JP: Sega)
- Fatal Fury Special (som) (Distribuidora JP/EUA: Takara)
- Legend of Illusion Starring Mickey Mouse (Distribuidora EUA/EUR/JP: Sega)
- Lost World, The: Jurassic Park (programação e som) (Distribuidora EUA: Sega)
- Sonic the Hedgehog 2 (Distribuidora JP/EUA/EUR: Sega; Distribuidora BR: Tec Toy)
- Sonic Chaos (programação e som) (Distribuidora JP/EUA/EUR: Sega; Distribuidora BR: Tec Toy)
- Sonic Triple Trouble (Distribuidora JP/EUA/EUR: Sega)
- Tails Adventure (programação e som) (Distribuidora JP/EUA/EUA: Sega)
- Sonic Blast (Distribuidora JP/EUA/EUR: Sega)
- Virtua Fighter Animation (Distribuidora JP/EUA: Sega)

### Master System
- Batman Returns (programação) (Distribuidora EUR: Sega; Distribuidora BR: Tec Toy)
- Deep Duck Trouble Starring Donald Duck (programação) (Distribuidora EUA: Sega; Distribuidora BR: Tec Toy)
- Legend of Illusion Starring Mickey Mouse (Distribuidora BR: Tec Toy)
- Sonic the Hedgehog 2 (EU Publisher: Sega; BR Publisher: Tec Toy; Distribuidora SK: Samsung)
- Sonic Chaos (Distribuidora EUR: Sega; Distribuidora BR: Tec Toy)
- Sonic Blast (Distribuidora BR: Tec Toy)
- Virtua Fighter Animation (Distribuidora BR: Tec Toy)

### Mega Drive
- Fatal Fury: King of Fighters (som) (Distribuidora JP/EUR: Sega; Distribuidora EUA: Takara)
- Fatal Fury 2 (som) (Distribuidora JP/EUR: Sega; Distribuidora US: Takara)

### Sega Pico
- Sonic the Hedgehog's Gameworld (Distribuidora JP/EUA: Sega)

### Sega Saturn
- Gaia Breeder (Distribuidora JP: Aspect)

### Super Nintendo
- Go Go Ackman 2 (Distribuidora JP: Banpresto)
- Go Go Ackman 3 (Distribuidora JP: Banpresto)

### Game Boy Advance
- Naruto: Ninja Council (Distribuidoras JP/EUA: D3 Publisher & TOMY)
- Naruto: Ninja Council 2 (Distribuidora JP/EUA: D3 Publisher & TOMY)

### Nintendo DS
- Meteos: Disney Magic (Co-desenvilvido com Platinum Egg, planejamento e conceito por Q? Entertainment) (Distribuidora JP/EUA: Disney Interactive Studios)
- Naruto: Ninja Council 3 (Distribuidora JP/EUA: D3 Publisher & TOMY)

### WonderSwan Color
- Makai Toushi SaGa (Distribuidora: SquareSoft)

### PlayStation 2
- Metal Gear Solid 3: Subsistence (adaptação de elenco de Metal Gear and Metal Gear 2: Solid Snake) (Distribuidora JP/EUA: Konami)